# Антилайнен, Александр
Алекса́ндр «Са́ша» Антила́йнен (фин. Aleksandr „Sasha“ Anttilainen; 19 декабря 1986, Ленинград, СССР) — финский футболист, нападающий.

## Биография
Родители — российские финны-ингерманландцы, мать родилась в Смоленске, отец Сергей — в Ленинграде. В 1991 году семья переехала в финский город Йоэнсуу. В декабре 2003 попал в школу петербургского «Зенита», стал чемпионом и обладателем Кубка города. Во втором дивизионе за команду «Зенит-2» Антилайнен выступать, не имея российского гражданства не мог и в 2005 году подписал трёхлетний контракт с латвийским клубом «Динабург», но после смены тренера вернулся в Финляндию, где два года служил в армии и параллельно играл на правах аренды за клуб «Йиппо» и «Динабург». Позже выступал за КТП (2008), «Мариехамн» (Аландские острова, 2009—2010), «МюПа-47» (с 2011).
В 2009 году был на просмотре в «Атлетико Мадрид».